# Mouvement israélien pour le judaïsme progressiste
Le Mouvement israélien pour le judaïsme progressiste (en hébreu התנועה ליהדות   מתקדמת) est une organisation juive israélienne fondée en 1971. Elle est membre de la World Union for Progressive Judaism.
En Israël, ce courant regroupe en 2000 plus de 5,000 juifs réformistes. Sous l’influence d’une aliyah croissante de juifs américains, plusieurs communautés sont créées et sont en progression.

## Historique
Les premiers juifs réformistes, victimes des persécutions nazies en Allemagne, s’installent en Israël dans les années 1930. Parmi eux, les rabbins Judah Magnes Leon et Meir Elk.
Le rabbin Judah Magnes Leon devient le premier chancelier de l’université hébraïque de Jérusalem. En 1938, il est nommé président de cette université. Le rabbin Meir Elk fonde l’institut Leo-Baeck à Haïfa, qui est aujourd’hui l’un des établissements d’éducation les plus renommés du pays.
La première synagogue réformiste en Israël, la  Kehilat Har-El, est fondée en 1958 à Jérusalem.
Malgré un grand investissement des ressources du mouvement réformiste international, le nombre de juifs réformistes reste minuscule pendant plusieurs décennies en Israël. Leur nombre plafonne autour de 30 000 adhérents. Mais avec l’aliyah des immigrants juifs de l’ex-URSS, le mouvement réformiste augmente considérablement. De nouvelles communautés sont créées et réussissent à attirer un nombre substantiel d’Israéliens.
Le premier kibboutz progressiste, le Yahel, est fondé en 1976 dans l’Arava et le second Kibboutz, le Lotan en 1983. Le troisième, le Har Halutz est établi en Galilée en 1985.

## Organisation

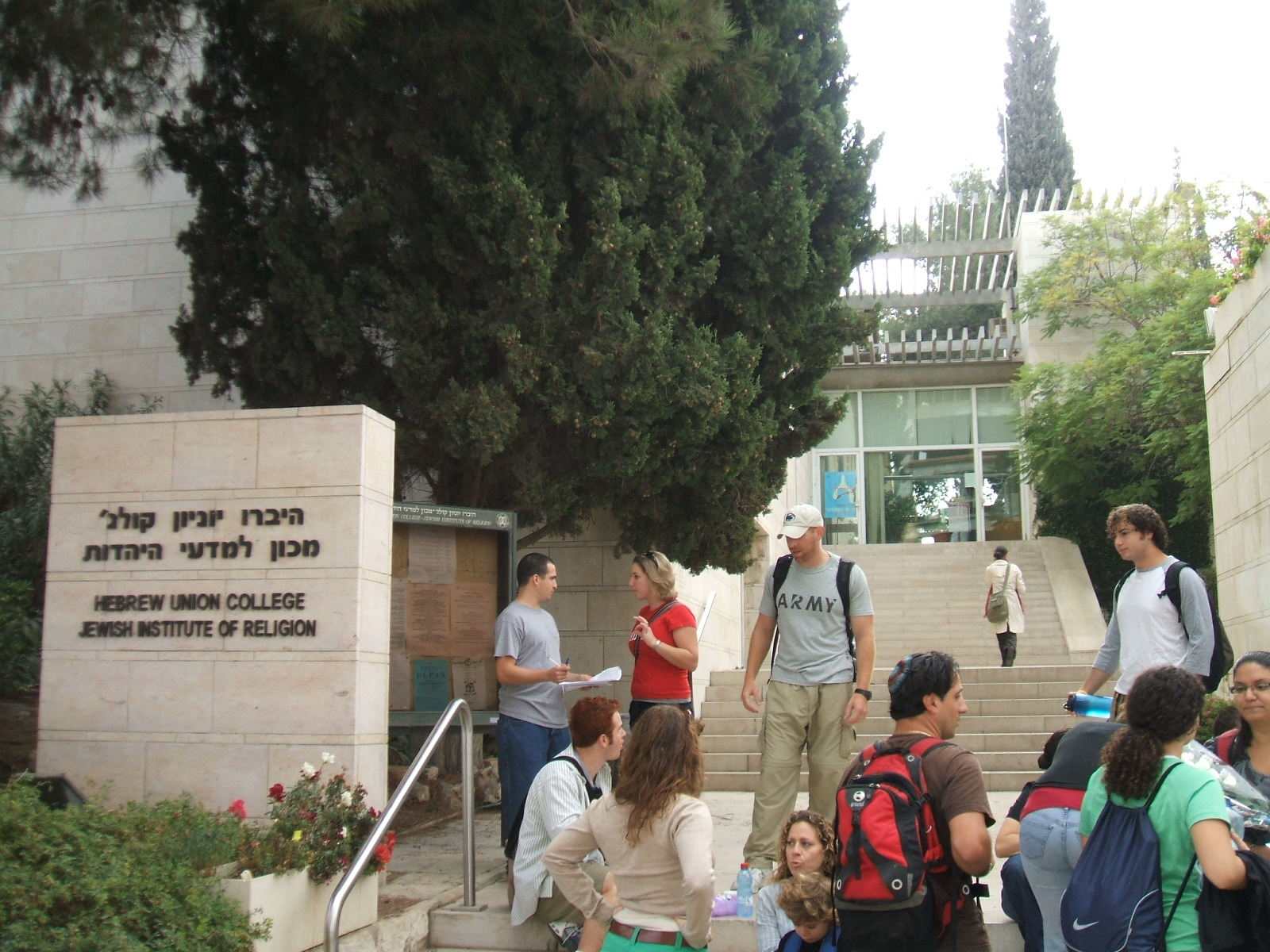
L’Hebrew Union College de Jérusalem est le séminaire rabbinique du Judaïsme progressiste en Israël.

Les différentes organisations pour un judaïsme progressiste sont :
- L’Israel Movement for Progressive Judaism (התנועה ליהדות   מתקדמת en hébreu) un mouvement religieux des congrégations et synagogues progressistes. Ce mouvement compte actuellement 32 communautés, dont trois kibboutzim, Yahel, Lotan et Har Halutz. Le mouvement ordonne les étudiants (hommes et femmes) en fin de formation rabbinique au Hebrew Union College. Un mouvement jeunesse appelé Noar Telem, est rattaché au mouvement. Le mouvement participe à diverses initiatives pour la justice sociale, telles que l’association des Rabbins pour les droits de l’Homme (fondée en 1988) et son centre affilié pour l’Action religieuse (Israel Religious Action Center). L’Israel Movement for Progressive Judaisme est affilié à l'Union mondiale pour un judaïsme progressiste.
- L’Israel Religious Action Center (abrégé IRAC, המרכז לפלורליזם יהודי en hébreu) est une association pour la reconnaissance et la défense des diverses branches du judaïsme progressiste en Israël. L’association a été créée en 1987 par le mouvement Israel Movement for Progressive Judaism. Son siège est situé à Jérusalem. Son travail vise à défendre l’égalité, la justice sociale et le pluralisme religieux en Israël. Les campagnes récentes en 2010-2011 incluent un effort visant à interdire la ségrégation des femmes dans les autobus publics israéliens. Anat Hoffman est actuellement directrice exécutive de l’IRAC, et aussi la directeur du Neshot Hakotel, une organisation féministe juive qui prie de façon égalitaire au mur des Lamentations.

## Situation actuelle
La croissance des différentes branches du Judaïsme progressiste en Israël est limitée actuellement en raison des pressions politiques exercées par les partis politiques orthodoxes, ces derniers participant à la coalition gouvernementale.
Les juifs non-orthodoxes sont victimes de nombreuses discriminations religieuses : un des derniers exemples est la décision du ministre de l’Intérieur, Eli Yishai de refuser la décision de la Cour suprême d’Israël de 2002 qui accorde aux Juifs réformistes, conservateurs-Massorti et reconstructionnistes les mêmes droits constitutionnels que les juifs orthodoxes.
La discrimination religieuse s’exerce dans la non-reconnaissance des mariages célébrés et des conversions. De plus aucune femme rabbin n’est reconnue par les autorités religieuses de l’État d’Israël. L’État ne subventionne que les congrégations orthodoxes.